# Robert Bourbeau
Pour les articles homonymes, voir Bourbeau.
Robert Bourbeau (né en 1949) est professeur émérite et chercheur du département de démographie de l'Université de Montréal. Il est membre du Comité de rédaction des Cahiers québécois de démographie. 